# Amparo de São Francisco
Amparo de São Francisco is een gemeente in de Braziliaanse deelstaat Sergipe. De gemeente telt 2.268 inwoners (schatting 2009).
De gemeente grenst aan Telha, Aquidabã en Canhoba.